# Каструм у Пожежени
44° 46′ 27″ С; 21° 34′ 13″ И / 44.77418° С; 21.57018° И
Римски каструм у Пожежени је помоћно утврђење и заштићени историјски споменик од националног значаја који се налази у селу Пожежена, на западу Румуније. Остаци римског каструма који су данас једва видљиви, налазе се на левој обали Дунава, на тераси од 22 метара изнад нивоа реке и приближно километар од обале.
Од 2024. године археолошко налазиште је део Светске баштине Унеска под називом Пожежена — Шитарница у оквиру локалитета Границе Римског царства – Дакија у Румунији. Површина под Унесковом заштитом износи 26,63 ha, а тампон зона 78,29 ha.

## Историја
Као и друга утврђења на обали Дунава током 1. века нове ере, каструм у Пожежени је имао улогу контроле римске границе на левој обали Дунава, управљања речном пловидбом и служила је приликом војних интервенција против варвара у близини. Чак и када је Дакија била у саставу Римског царства и када је граница померена, утврђења на Дунаву, као што је ово у Пожежени, нису изгубили функцију с обзиром да је Дунав био важна природна граница која је спречавала продор варвара.

## Археолошко налазиште
На речној тераси изнад Цркве Светог архангела Гаврила у српском делу Пожежене налазе се остаци зидова два утврђења која се преклапају на јужној страни. Мање, земљано и дрвено утврђење је постојало у 1. веку, а веће камено утврђење је било активно од прве половине 2. до 3. века. Трагови утврђења данас су видљиви на површини на источној и западној страни, док је југоисточни угао уништен.
У јужном делу утврђења су помоћу магнетограма идентификовани велики преториум (зграда команданта) и два реда са по две касарне оријентисаних север-југ паралелно са главним путем у претентури. У североисточном углу се налазе трагови куле у којој су пронађени фрагменти митраистичког рељефа.
Занимљиво је да су на месту у утврђењу где је био главни пут Via praetoria (оријентисан исток-запад), власници земљишта гајили само винову лозу због тврдог земљишта непогодног за друге културе. Одатле је настао и топоним Via Bogdanovici (пут Богдановића).
Између утврђења и Дунава простирало се цивилно насеље са луком током касне антике. Цивилно насеље (vicus militar – војно село) уопште није археолошки истражено, а на његовом месту се данас налази село Пожежена.
Поред насеља и утврђења идентификовани су и лука са могућом функцијом царинарнице, водоторањ, пећнице атријум, аквадукт који је доводио воду из потока Радимна и складиште (horreum).

## Истраживања
Римско утврђење типа каштела први пут је идентификовао Марсиљи 1699. године, али су прве конкретне информације о плану утврђења дата приликом археолошких ископавања у седмој деценији 20. века од стране Н. Гудее и О. Бозуа. Потом је уследило више од 35 године археолошке неактивности у том подручју. Почевши од 2014. године, истраживања се настављају.